# 519 до н. е.

## Події
Дарієм підкорено саків-тіргахауда (саків в гостроверхих капелюхах).